# Bellidiastrum michelii
Aster fausse-pâquerette
Espèce
Classification phylogénétique
Statut de conservation UICN

 LC  : Préoccupation mineure
Bellidiastrum michelii, l'Aster fausse-pâquerette ou Aster de Micheli, est une espèce de plante à fleurs de montagne de la famille des Asteraceae, du genre des Asters.

## Synonymes
- Aster michelii (L.) Scop.
- Bellidiastrum bellidiastrum (L.) H. Karst.
- Doronicum bellidiastrum L.

## Description
Plante herbacée vivace de 30 cm de hauteur en moyenne, voire entre 10 et 35 cm. 
Les feuilles sont de forme ovale ou spatulée, se trouvent en partie base de la tige (basilaires) et comportent 3 nervures bien visibles. 
Le limbe est rétréci en partie inférieure en un long pétiole avant d’atteindre la tige. Entières, voire grossièrement dentées, les feuilles sont couvertes de poils.
la tige est nue, couverte d’une pilosité et dressée. 
Les capitules sont solitaires sur des hampes sans feuilles. 
Les fleurs sont de teinte blanche, rose, voire purpurine, et ligulées
Les akènes sont velus et surmontés d'une aigrette hirsute.

### Confusion possible
Avec la pâquerette (Bellis perennis).

## Floraison
Mai à août.

## Habitat
Montagnes : pelouses, abords de sources, forêts claires. 800 à 2 600 mètres d'altitude, parfois abyssale (330 m).

## Répartition
Montagnes d'Europe centrale et méridionale, commun dans les Alpes.